# Stáj (okres Jihlava)
Obec Stáj (německy Stai, Stallern) se nachází v okrese Jihlava v Kraji Vysočina. Žije zde 190 obyvatel. Nachází se na moravské straně historické zemské hranice Čech a Moravy.

## Název
Název se vyvíjel od varianty Stage (1556), v Stagy (1596), Stay (1679, 1718, 1720, 1751, 1798), Stai a Stage (1846), Staj a Stáj (1850), Stai a Stáj (1872), Staj (1881), Staj a Stáj (1906) až k podobě Stáj v roce 1924. Místní jméno vzniklo z obecného jména stáj.

## Historie
První písemná zmínka o obci pochází z roku 1298 v listině Václava II. Osada vznikla asi během 13.  století za přispění benediktínského kláštera v Třebíči. Poté byla v držení proboštství v Měříně. V roce 1559 prodal tehdejší majitel Jan Stránecký, který osadu držel od roku 1550, několik obcí včetně Stáje k rudoleckému panství Janu a Rafaelovi Chroustenským z Malovar. Koncem 16. století zde vznikl panský dvůr, který prodal Jan Chroustenský Janu Řečickému za 1 500 zlatých, v roce 1609 ho však koupil od Voršilky Šponarky nazpět.
Po Bílé hoře roku 1622 byl majetek Chroustenským zkonfiskován a prodán Rombaldovi z Collalto et San Salvatore, tito brtničtí šlechtici vlastnil obec až do roku 1919, kdy stát jejich majetek vyvlastnil tzv. „záborovým zákonem“ a prodal místním sedlákům. Během napoleonských válek obcí prošli Francouzi, údajně zde mělo stát tábořiště strážního vojska při zemské cestě, dodnes jsou patrné valy a místo se nazývá „Francouzské šance“. V 19. století se na území obce těžil vápenec. V roce 1875 tady postavili školu, od roku 1931 dvoutřídní. Po definitivním zrušení v roce 1977 žáci dojíždějí do Zhoře. Sbor dobrovolných hasičů vznikl v roce 1897.
V letech 1952 a 1953 tu proběhla násilná kolektivizace v zemědělství, dva sedláci odsoudila okresní prokuratura v Jihlavě do vězení, jejich rodiny se z donucení odstěhovaly. V roce 1956 založili jednotné zemědělské družstvo, které se v roce 1971 sloučilo do JZD Vysočina se sídlem v Polné. Veřejný rozhlas zavedli v roce 1949, o padesát let později jej rekonstruovali. Kanalizaci vybudovali roku 1973 a vodovodní řad na konci 60. let 20. století. Prodejnu se smíšeným zbožím postavili v roce 1980.
V letech 1869–1950 spadala obec pod okres Jihlava, v letech 1950–1961 pod okres Jihlava-okolí a od roku 1961 opět pod jednotný okres Jihlava. V období 1. duben 1980 až 30. červen 1990 Stáj patřila jako místní část pod Polnou, od 1. července 1990 je samostatná.

## Přírodní poměry
Stáj leží v okrese Jihlava v Kraji Vysočina. Nachází se 8 km jihovýchodně od Polné. Geomorfologicky je oblast součástí Křižanovské vrchoviny a rozmezí jejích podcelků Brtnické vrchoviny a Bítešské vrchoviny, v jejichž rámci spadá pod geomorfologické okrsky Řehořovská pahorkatina a Arnolecké hory. Průměrná nadmořská výška činí 602 metrů. Nejvyšší bod o nadmořské výšce 621 metrů stojí jižně od obce. Severní částí katastru prochází Ochozský potok, na němž se nachází Boháčkův rybník. Obcí protéká bezejmenný potůček s několika menšími rybníky, které slouží jako požární nádrže, na východním okraji Stáje se rozkládá rybník Bahno. Západně od vsi pramení Stájský potok. Z jihu katastr obce ohraničuje evropské rozvodí Labe – Dunaj.

## Obyvatelstvo
Půdu obdělává soukromé zemědělské družstvo a 5 místních rolníků. Podle sčítání 1930 zde žilo v 53 domech 326 obyvatel. 326 obyvatel se hlásilo k československé národnosti. Žilo zde 320 římských katolíků, 3 evangelíků a 3 příslušníci Církve československé husitské.
| Rok            | 1734 | 1850 | 1869 | 1880 | 1890 | 1900 | 1910 | 1921 | 1930 | 1950 | 1961 | 1970 | 1980 | 1991 | 2001 | 2011 |
| Počet obyvatel | 141  | 275  | 273  | 314  | 304  | 279  | 285  | 287  | 326  | 206  | 202  | 200  | 174  | 195  | 184  | 171  |

## Obecní správa a politika
Obec má sedmičlenné zastupitelstvo, v jehož čele od roku 2010 stojí starosta Jan Cink.
| Období    | Voliči | Účast v % | Mandáty | Výsledky                   | Starosta      |
| --------- | ------ | --------- | ------- | -------------------------- | ------------- |
| 2002–2006 | 138    | 81,16     | 7       | 3 SNK I 3 SNK III 1 SNK II | Miroslav Tuma |
| 2006–2010 | 145    | 76,55     | 7       | 5 SNK II. 2 SNK I.         | Karel Vavera  |
| 2010–2014 | 151    | 71,52     | 7       | 7 SNK                      | Jan Cink      |
| 2014–2018 | 149    | 69,80     | 7       |                            | Jan Cink      |

Stáj je členem Dobrovolného svazku obcí Mikroregionu Polensko a místní akční skupiny Českomoravské pomezí.

## Hospodářství a doprava
V obci sídlí firma a obchod firmy LAPEK, a.s.
Nachází se na křižovatce dvou silnic II. třídy č. 353 (Jihlava – Žďár nad Sázavou) a č. 348 (Polná – Třebíč) a komunikace III. třídy č. 3535. Dopravní obslužnost zajišťují dopravci ICOM transport a ZDAR. Autobusy jezdí ve směrech Jihlava, Jamné, Nadějov, Bohdalov, Žďár nad Sázavou, Arnolec, Polná, Měřín a Velké Meziříčí. Obcí prochází modře značená turistická trasa z Polné do Rudolce a zelená z Nadějova do Kyjova.

## Školství, kultura a sport
Místní děti dojíždějí do základní školy ve Zhoři. Nachází se zde knihovna. V roce 2000 obecní úřad vydal publikaci Obec Stáj – historie a současnost. Obec vlastnila staré kovové pečetidlo s nápisem „STAGE – 1668“, uprostřed se nacházelo vyobrazení sv. Markéty s atributy meče a palmy. Působí zde Sbor dobrovolných hasičů Stáj.

## Pamětihodnosti
- Kaple svatého Jana Nepomuckého – pochází z roku 1808,[4] stojí uprostřed návsi, v roce 1985 prošla rekonstrukcí
- Lochy – nacházejí pod úrovní kapličky, jsou to klenuté sklepy s kamenným průčelím, dodnes slouží k uskladnění brambor a řepy
- Pamětní obrázek Panny Marie z roku 1899 stojí při silnici II. třídy č. 353 směrem ke Stáji po levé straně v lesním porostu Ochoz. Původní dřevěný rám se stříškou se zaskleným obrazem Panny Marie stojí na kovové konstrukci svařené z rámů vozových kol. Obraz původně visel na stromě. Připomíná záchranu života četnického strážmistra Sliva, který honil zloděje. Při střelbě se strážmistr schoval za strom, což mu zachránilo život, ale zloděj nebyl dopaden.[18]
- Pomníček svaté Troje stojí u silnice do stáje na okraji Ochozského lesa. Pochází z roku 1932, kdy jej nechal postavit místní rodák Karel Večeřa. 9. června téhož roku jej zhořský farář Viktor Mastný posvětil. Obraz na měděném plechu je zasklený ve zdivu, jeho autorem je Norbert Pokorný. Od poloviny 18. století se tu nacházel dřevěný kříž s klekátkem.[19]
- Při silnici II/348 se nachází soubor více než deseti úvozových cest, v minulosti spojujících Čechy s Moravou. Dnes jsou chráněny jako technická památka.